# Дом-убийца (Американская история ужасов)
«Дом-убийца» (англ. Murder House) — третий эпизод первого сезона американского телесериала «Американская история ужасов», премьера которого состоялась 19 октября 2011 года на телеканале FX. Сценарий написан Дженнифер Солт, режиссёр Брэдли Бьюкер. Эпизод получил рейтинг TV-MA (LSV).
В этом эпизоде Хейден Макклейн (Кейт Мара) приезжает в Лос-Анджелес к Бену (Дилан Макдермотт) и требует рассказать всю правду про беременность и Бостоне его жене Вивьен (Конни Бриттон). Узнав о старых владельцах дома, сумасшедшем докторе Чарльзе Монтгомери (Мэтт Росс), который неофициально обеспечивал клиенткам аборты, и его жене Норе Монтгомери (Лили Рэйб), помогавшая своему мужу в незаконном деле, Вивьен решила продавать дом. В эпизоде приглашенной звездой стала Кейт Мара, исполнившая роль Хейден Макклейн.

## Сюжет эпизода

### 1922—26 годы
Чарльз Монтгомери (Мэтт Росс) построил дом для своей жены Норы (Лили Рэйб) в 1922 году. Она была светской львицей с восточного побережья. Но потом у Чарльза настали трудные времена и он пристрастился к наркотикам. Доктор был подвержен комплексу Франкенштейна. Нора кричала его имя, хотев узнать, где он. Он находился в подвале, где сшивал голову свиньи с её туловищем. Жена позвала его ужинать. Он опять принял наркотики. Чарльз, Нора и их ребёнок Тадеус ужинали, после чего завязалась ссора со стороны Норы по причине того, что ей не нравится дом и ей надоело жить без прислуги. Жена была недовольна работой Чарльза в подвале, а он пообещал ей, что когда-нибудь про него напишут в Бостонском медицинском журнале. Он встал из-за стола и разбил чашку, а ребёнок заплакал. Нора позвала горничную Дафни и попросила её забрать ребёнка наверх. Чарльз в ярости сел за стол, а Нора напомнила ему, что снова пришли счета от кредиторов. На следующий день к ним пришла клиентка (Эбби Кобб), желавшая «потерять ребёнка» и заплатила 60 долларов. Нора дала ей лекарство, и  она спустилась  в подвал.

### 1983 год
Хьюго Лэнгдон (Эрик Клоуз) пристает к юной Мойре (Александра Брекенридж). У них уже был секс до этого. Она сопротивляется, говоря, что прошлый раз был ошибкой, но Хьюго настаивает на своем. Его жена Констанс (Джессика Лэнг) заходит к ним спальню и убивает их обоих выстрелом из пистолета, а затем начинает плакать.

### 2011 год
Вивьен (Конни Бриттон) говорит Бену (Дилан Макдермотт), что больше не может жить в доме после случившегося. Они приходят к выводу, что снимут квартиру, но Бен продолжит принимать пациентов в доме. Вивьен зовет Марси (Кристин Эстабрук) и просит её продать дом, но та сообщает, что рынок недвижимости рухнул. Тогда Вивьен угрожает, что подаст на Марси в суд за то, что она не сообщила ей обо всех убийствах, произошедших здесь, если она не продаст дом. Юная Мойра соблазнительно крутится перед Беном. Констанс ворует столовое серебро из дом, что замечает Мойра. Они вступают в перепалку, и Констанс упоминает ей то, что она увела её мужа. Мойра говорит, что больше не может здесь находиться, на что Констанс отвечает, что она должна терпеть, как и она.
Во время сеанса с пациенткой Салли Фримэн (Адина Портер), которую бросил муж, Бену становится плохо. Он приходит в себя во дворе с кровью на руках. В доме Мойра оттирает следы крови и обещает никому не рассказывать о том, что видела. Девушка вновь пытается соблазнить психолога, но тут в комнату входит Вивьен. Мойра (Фрэнсис Конрой) объясняется перед ней и предлагает забыть этот инцидент. Вивьен выглядит растеряно, так как для неё Мойра пожилая женщина. Когда речь заходит об увольнении, Мойра резко отвечает, что засудит их, если они сделают это. Вивьен считает, что интрижка слишком повлияла на психику Бена. Вайолет (Таисса Фармига) курит во дворе. К ней подходит Бен и говорит, что не будет её ругать за это. Он беспокоится о состоянии дочери и предлагает нанять психолога, но та отказывается. После этого Тейт (Эван Питерс) говорит Вайолет, что ей повезло с отцом. Бен безуспешно пытается узнать у Мойры место нахождения своего диктофона. После он идет в свой кабинет, где его ждет Хейден   (Кейт Мара). Девушка сообщает, что не сделала аборт, и Бен говорит, что не способен содержать их ребёнка. В дом приходит детектив и Хейден удаляется. Бена расспрашивают о Салли Фримен, которая пропала после сеанса с ним.
Вивьен видит как возле их дома останавливается автобус для экскурсий и решает посетить одну из них. Из рассказа экскурсовода она узнает, как в 1976 году голливудский актёр Сэл Минео был убит по заказу его отца, который не смог смириться с гомосексуализмом сына. Затем экскурсовод рассказывает о первых владельцах дома-убийцы — Чарльзе Монтгомери и его жене Норе. У Чарльза были проблемы с наркотиками и он все время проводил какие-то странные эксперименты. В их семье возникли финансовые трудности, и Нора находила для мужа девушек, которым он делал нелегальные аборты. Вивьен заметила кровь на своих штанах и побежала в дом. Врач сказал ей, что ребёнок не пострадал и ей не стоит беспокоиться о кровоизлияниях. Доктор не советует ей переезжать и поберечься от стрессовых ситуаций. Бену становится плохо, и врач берет у него анализы.
Констанс выгуливает собак возле дома и здоровается с Тейтом, но тот игнорирует её. Во время пробежки Бен вновь встречает Ларри Харви (Денис О’Хэр), который просит тысячу долларов, но получает отказ. Бен пытается найти диктофон, но у него вновь случается провал в памяти. Он лежит с лопатой на заднем дворе. Констанс, которая вешала белье, говорит, что все это из-за стресса. Бен начинает копать яму, но Констанс отговаривает его от этого занятия, так как предыдущее хозяева якобы травили землю пестицидами. Нора Монтгомери представляется потенциальным покупателем, и Вивьен показывает ей дом. Она восхищается старинным интерьером прихожей, но обескуражена модернизацией кухни. Становится заметной дырка в голове Норы, после чего она исчезает. Детектив сообщает, что Салли обнаружили в отельном номере, и предоставляет ему диктофон. Как оказалось, она разрезала себе руки, чтобы доктор не вел себя безразлично к её проблеме. Вайолет и Вивьен осматривает дом в аренду. Вайолет не хочет переезжать и угрожает матери уйти из дома, если они сделают это.
Бен получает результаты анализов и узнает, что в его крове был обнаружен лауданум, вещество, вызывающее потери в памяти. Он винит в отравлении Мойру, но та безразлична. Затем в дом приходит Хейден. Она в ярости из-за того, что Бен не пришел на встречу, и собирается рассказать Вивьен всю правду. Бен успокаивает её и собирается увести из дома. Но стоит им выйти за порог, как Ларри убивает Хейден лопатой. Он говорит Бену, что полиции лучше не знать об этом, так как в убийстве обвинят его. Ларри начинает копать яму для девушки. Он откапывает скелет Мойры и укладывает рядом с ней Хейден. Бен ставит над могилой беседку. Констанс злорадствует над Мойрой, говоря, что она застряла тут надолго. Ночью Нора приходит в спальну Хармонов и прикасается в животу Вивьен.

## Отзывы критиков
Мэтт Фаулер из издания IGN дал эпизоду общую оценку 7.5. Тодд Вэндерверфф из издания The A.V. Club дал эпизоду оценку D+ и сказал, что «Американская история ужасов» — «ужасное, замаранное телешоу. И даже делая все фактически ужасно, становится нелепо интересным». В время трансляции эпизода на телеканале FX, его просмотрело более 2.58 миллионов человек, и получил долю от рейтинга в 1.5. Его смотрели люди в возрасте от 18-49 лет по данным Рейтинга Нильсена. В отличие от предыдущего эпизода, данный повысил просмотры на одну десятую рейтинга.